# Marc Zanetti
Marc Zanetti, född 20 maj 1991 i Richmond Hill, Ontario, är en före detta kanadensisk professionell ishockeyspelare som spelar för Brynäs IF i SHL.